# Radia Perlman
Radia Perlman, född 1 januari 1951 i Portsmouth, Virginia, är en amerikansk programmerare och nätverksspecialist, känd för sitt arbete med nätverksbryggor under sin tid vid Digital Equipment Corporation. Hon har också bidragit till utveckling och standardisering inom andra områden, som routingprotokoll. Perlman har kallats för "internets moder".
Radia Perlman är mest känd för att ha utvecklat nätverksprotokollet Spanning tree protocol, men hon har sammanlagt fler än 100 nätverksrelaterade patent.

## Bakgrund
Perlman växte upp nära Asbury Park, New Jersey. Båda hennes föräldrar arbetade som ingenjörer för USA:s regering; fadern med radarteknik och modern som programmerare. Hon doktorerade 1988 vid MIT med avhandlingen Network layer protocols with Byzantine robustness.

## Utbildning
Perlman läste en kandidat- och mastersutbildning i matematik på MIT. Hon avlade sin masterexamen år 1976. Hon var då en av få kvinnliga studenter vid MIT. Under sitt första år på MIT lärde Perlman sig att programmera för att en lärare bad henne att hjälpa till i ett projekt. Detta ledde till att hon en tid senare fick en deltidsanställning som programmerare på MIT:s AI-labb där hon arbetade samtidigt som hon studerade.
1974 till 1976 utvecklade hon ett "tangible programming system" som kallades TORTIS ("Toddler's Own Recursive Turtle Interpreter System") för barn i åldrarna 3–5 år gamla.
År 1988 doktorerade Perlman i datavetenskap vid MIT med avhandlingen Network layer protocols with Byzantine robustness.

## Karriär
När Perlman 1984 arbetar för datorföretaget DEC utvecklade hon det som kom att bli hennes största bidrag till internetutvecklingen, protokollet STP. Protokollet gör att vägar i nätverket som inte fyller någon funktion vid en överföring stängs av och förhindrar att ett meddelande går runt i loopar. På det sättet kan data överföras både snabbare och säkrare. Senare i sin karriär har Perlman arbetat med att hjälpa myndigheter och företag se till att inaktuell data försvinner på ett säkert sätt. Hon har även arbetat på ett nytt protokoll som hon kallar Trill och som på sikt kan ersätta STP.
Hon arbetar numera för EMC Corporation, en av världens ledande företag inom minnesteknik för datorer.
Radia Perlman innehar över 100 patent och har tilldelats flera utmärkelser. Hon är bland annat är en av 12 kvinnor som är invalda i Internet Hall of Fame.